# Gangliozytom
Das Gangliozytom ist eine sehr seltene, meist bei Kindern auftretende Form eines Gangliogliomes. Dieser Hirntumor besteht nur aus neoplastischen Ganglienzellen ohne neoplastische Gliazellen, ist gutartig und wächst langsam (WHO Grad I).    Ein dysplastisches Gangliozytom des Kleinhirns zusammen mit Fehlbildungen desselben wird als Lhermitte-Duclos-Syndrom bezeichnet.

## Verbreitung
Gangliozytome machen deutlich weniger als 0,1–0,5 % aller Hirntumoren aus, sie kommen hauptsächlich im Kindes- und Jugendalter vor. Bei etwa der Hälfte finden sie sich beim Cowden-Syndrom.

## Klinische Erscheinungen
Klinische Kriterien sind:
- Manifestation im Kindes- und Jugendalter
- langsames Wachstum
- häufigste Lokalisation im Temporallappen
- Symptome je nach Lokalisation unterschiedlich, darunter Epilepsie, erhöhter Hirndruck, umschriebene neurologische Ausfälle, Gedächtnisstörung, Lähmung von Gesichtsnerven können vorkommen.

Gangliozytome gelten als häufige Ursache kindlicher Krampfanfälle. Klinisch gelingt eine Unterscheidung zwischen Gangliogliom und Gangliozytom nicht.

## Diagnose
Die Diagnose stützt sich auf Bildgebung durch Magnetresonanztomographie oder Computertomographie und wird durch Biopsie gesichert. In der Regel findet sich eine solide Formation in der Hirnrinde mit nur wenig raumfordernder Wirkung und keinem oder nur geringem perifokalem Ödem.

## Differentialdiagnostik
Abzugrenzen sind Gangliogliom, Fokale kortikale Dysplasie, Rosettenbildender glioneuronaler Tumor (RGNT) und Dysembryoplastischer neuroepithelialer Tumor.

## Therapie
Die definitive Behandlung besteht in einer – soweit möglich – vollständigen Resektion.

## Prognose
Die Aussichten sind bei vollständiger Entfernung gut, bei einem Rezidiv ist ein erneuter operativer Eingriff angezeigt.